# Albrecht (Unternehmerfamilie)

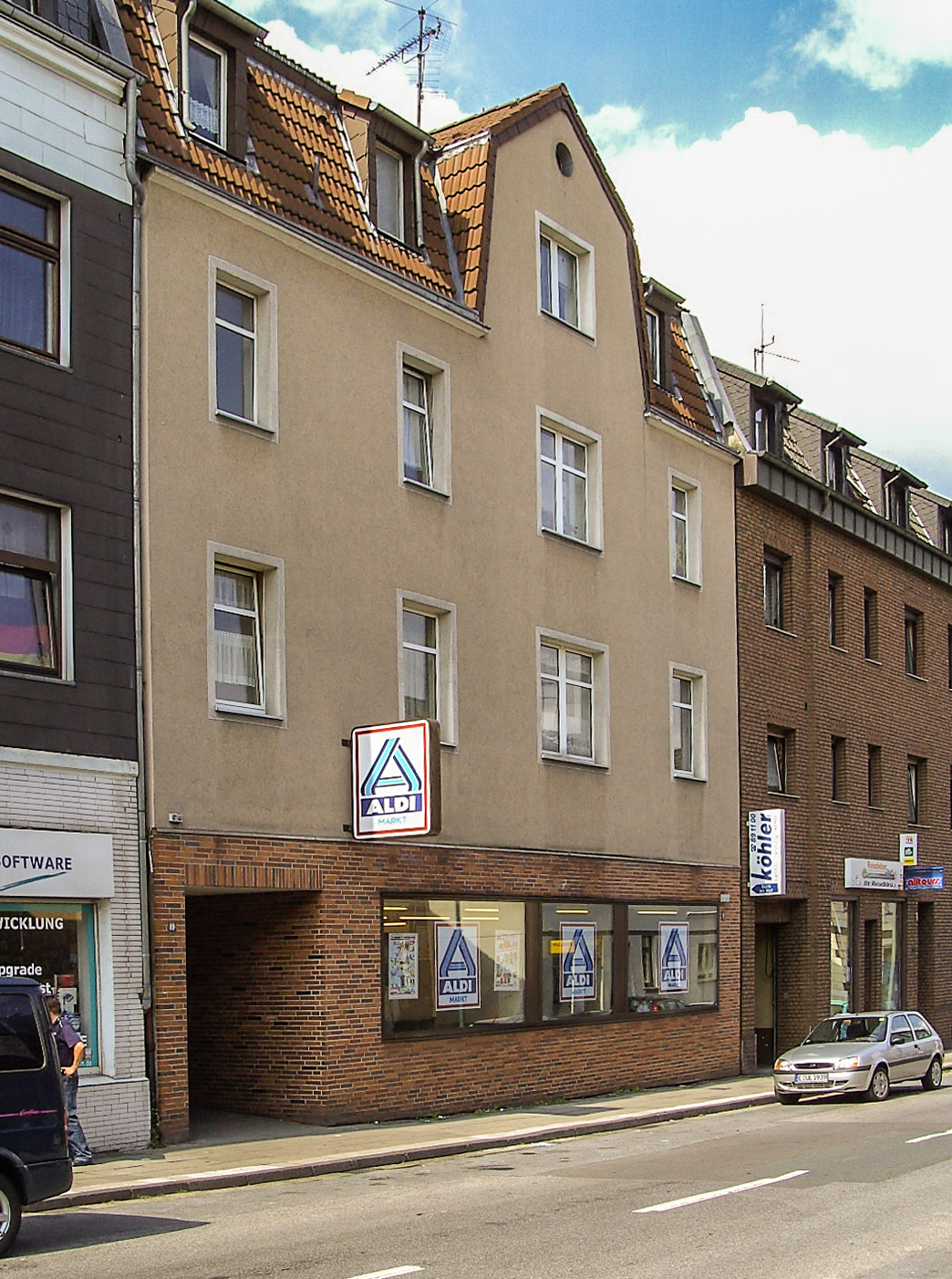
Ursprungs-Aldi in der Huestraße 89 in Essen-Schonnebeck (2006)

Die deutsche Unternehmerfamilie Albrecht baute in der Nachkriegszeit den Discount-Konzern Aldi (Albrecht-Diskont) auf und wurde so zu der reichsten Familie Deutschlands.

## Anfänge der Unternehmerfamilie Albrecht 1913 bis 1945
Karl Albrecht sen. (1886–1943), der Vater von Karl Albrecht  (1920–2014) und Theo Albrecht (1922–2010), war ein gelernter Bäcker, bis er aus gesundheitlichen Gründen (Bäckerasthma) diese Arbeit aufgeben musste. Im Frühjahr 1913 machte er sich als Brothändler selbstständig und seine Frau Anna Albrecht (geb. Siepmann) eröffnete unter dem Namen ihres Mannes am 10. April 1913 einen Tante-Emma-Laden in Essen-Schonnebeck (Huestraße 89).

## Aufstieg zum Discounter-Konzern 1945 bis heute
Die Söhne Karl und Theo übernahmen das elterliche Geschäft 1945. Sie expandierten immer mehr und eröffneten 1953 das erste Regionallager mit Bürogebäude in Essen-Schonnebeck. 1955 hatte die damalige Albrecht KG schon 100 Filialen (alle in Nordrhein-Westfalen). Aus unbekannten Gründen beschlossen die Gebrüder Albrecht, 1961 getrennte Wege zu gehen, sie teilten das Unternehmen in Aldi Nord und Aldi Süd auf. 1961, waren es bereits 300 Filialen in West-Deutschland mit einem Umsatz von 90 Mio. DM. Zu dieser Zeit existierten bereits zwei getrennte Zentralverwaltungen mit Regionallager (von Theo Albrecht in Herten, von Karl Albrecht in Mülheim an der Ruhr). Die nördlichen Filialen übernahm Theo Albrecht, die südlichen Karl Albrecht. Die Grenze bildete die Ruhr. 1962 eröffneten die Gebrüder Albrecht den ersten Aldi-Markt (heutiger Prägung als reinen Discounter).
Theo Albrecht junior ist das einzige Mitglied der Familie Albrecht, das noch aktiv im Discounter-Konzern Aldi tätig ist. Aldi-Nord und Aldi-Süd werden ausschließlich von familienfremden Managern geführt.

## Eigentümerstruktur und Anteilseigner
Aldi Nord und Aldi Süd sind im vollständigen Besitz von Familienstiftungen. Karl Albrecht gründete 1973 die Siepmann-Stiftung, die 100 % an Aldi Süd hält. Im selben Jahr wurde für Aldi Nord die Markus-Stiftung durch Theo Albrecht gegründet. Die Markus-Stiftung ist mit 61 % Mehrheitsgesellschafter von Aldi-Nord. Die restlichen 39 % werden zu gleichen Anteilen (jeweils 19,5 %) von der Lukas-Stiftung und Jakobus-Stiftung gehalten. Diese beiden Stiftungen sind im Eigentum von Mitgliedern der Familie Theo Albrecht junior und Babette Albrecht.

## Genealogie

Aldi Süd

Aldi Nord

- Karl Albrecht senior (1886–1943) ⚭ Anna Albrecht (geborene Siepmann)
  - Karl Hans Albrecht (1920–2014) ⚭ Mia Albrecht (geborene Tenbrink; 1923–2013)
    - Karl Albrecht junior (* 1947) ⚭ Gabriele Mertes (* 1953)
    - Beate Heister (geborene Albrecht) (* 1951) ⚭ Peter Heister (* 1947)

  - Theodor Paul Albrecht (1922–2010) ⚭ Cäcilie Albrecht (1927–2018)
    - Theo Albrecht junior (* 1950) ⚭ Katja Albrecht[2]
    - Berthold Albrecht (1954–2012) ⚭ Babette Albrecht (* 1959)